# Lainde Ngoudda
Lainde Ngoudda encore intitulé Lainde Ngouda ou Lainde Goudda, est un village du Cameroun situé dans le département du Djérem et la Région de l'Adamaoua. Il fait partie de la commune de Tibati.

## Population
En 1967, il comptait 173 habitants, principalement Foulbe. Lors du recensement de 2005, 725 personnes y ont été dénombrées.